# Gazociąg Południowokaukaski

Istniejące i planowane gazociągi z Baku

Gazociąg Nabucco

Gazociąg Południowokaukaski (nazywany również gazociągiem Baku-Tbilisi-Erzurum) – gazociąg transportujący gaz ziemny z pola gazowego Shah Deniz w Azerbejdżanie do Turcji.